# Declínio e Queda
Decline and Fall (bra/prt: Declínio e Queda) é um romance do autor inglês Evelyn Waugh, lançado pela primeira vez em 1928. Foi o primeiro romance publicado de Waugh; uma tentativa anterior, com a nomenclatura The Temple at Thatch, foi destruída por Waugh enquanto ainda estava em forma de manuscrito. Decline and Fall é baseado, parcialmente, nos tempos de escola de Waugh no Lancing College, período que marcou seus anos de graduação no Hertford College, em Oxford, e pela sua experiência como professor na Arnold House, no norte do País de Gales. É uma sátira social que emprega o humor negro, ou seja, trata-se de um gosto pessoal do autor em satirizar várias características da sociedade britânica na década de 1920.
O título do romance é uma contração de Edward Gibbon, intitulada A História do Declínio e Queda do Império Romano. O título também faz alusão a The Decline of the West (1918–1922), do filósofo alemão Oswald Spengler, que apareceu pela primeira vez em uma tradução para o inglês em 1926 e que argumentou, entre outras coisas, que a ascensão de nações e culturas é inevitavelmente seguida pelo seu eclipse.
Waugh leu as obras de Gibbon e Spengler enquanto escrevia seu primeiro romance. A sátira de Waugh é inequivocamente hostil a muito do que estava na moda no final dos anos 1920, e "temas de confusão cultural, desorientação moral e tumulto social (...) impulsionam o romance e alimentam seu humor". Essa "ressaca de seriedade moral fornece uma tensão crucial dentro [dos romances de Waugh], mas não os domina". O próprio Waugh declarou em sua 'nota do autor' para a primeira edição: 'Por favor, tenha em mente que é para ser engraçado.' No texto da edição uniforme de 1962 do romance, Waugh restaurou uma série de palavras e frases que ele havia sido solicitado a suprimir para a primeira edição. O romance foi dedicado a Harold Acton, "em homenagem e afeto".

## Enredo
O modesto e despretensioso estudante de teologia, Paul Pennyfeather, passou uma noite de farra e muita bebedeira em Bollinger Club e, posteriormente, expulso de Oxford por correr pelos terrenos do Scone College sem as calças. Diante disso, sem ter chances de se manter financeiramente, ele é obrigado a aceitar um emprego como professor em uma obscura escola particular no País de Gales chamada Llanabba, que era dirigida pelo Dr. Fagan. Paul logo descobre que os outros profissionais são todos desajeitados no dia-a-dia.
Após ser atraído pela mãe de um de seus alunos, uma viúva rica chamada Honorável Margot Beste-Chetwynde, ele fica encantado por ser contratado por ela como professor de seu filho durante as férias. Morando em sua mansão de campo, ele fica sabendo de suas amantes e do uso de drogas, mas não percebia que o negócio dela se tratava da administração de uma rede de bordéis de alta classe na América Latina. Ela, entretanto, quer se casar com ele. Primeiro ele tem que viajar para Marselha, na França, no qual a presença das filhas de Margot, com destino ao Brasil, foi retida pela polícia em decorrência de um suborno. As atividades de Paul lá são acompanhadas por seu amigo de faculdade Potts, que agora trabalha para a Sociedade das Nações investigando o tráfico de pessoas.
De volta a Londres, ele é preso na manhã do casamento e, assumindo a culpa para proteger a honra de sua noiva, é condenado a sete anos de prisão por tráfico de prostituição. Na prisão, ele conhece vários ex-funcionários de Llanabba, que foi fechado. Incapaz de esperar sete anos, Margot se casa com um ministro do governo, que faz com que Paul seja levado às pressas da prisão para uma clínica particular para uma operação urgente. A clínica é dirigida pelo Dr. Fagan, que atesta que Paul morreu sob anestesia e o coloca em um barco para a Grécia.
Decidido a retomar seus estudos teológicos interrompidos, Paul deixa crescer um bigode farto e se inscreve em seu próprio nome para Scone, dizendo que é primo distante do criminoso morto. O romance termina como começou, com Paul sentado em seu quarto ouvindo os gritos distantes do Bollinger Club.

## Repercussão e crítica
O periódico britânico The Guardian, em 1928, elogiou o livro como "uma grande brincadeira; o autor tem um senso de comédia e caracterização agradável, e o dom de escrever conversas inteligentes e reveladoras, enquanto seus desenhos estão bastante em sintonia com o espírito do conto". O jornal também comparou a apresentação superficial do romance à empregada por PG Wodehouse. Arnold Bennett saudou-o como "uma sátira intransigente e brilhantemente maliciosa" e o escritor John Mortimer chamou de "romance mais perfeito de Waugh (...) um enredo implacavelmente cômico".
Na biografia de Waugh, o jornalista Christopher Sykes relembrou: "Eu estava em uma casa de repouso quando Decline and Fall foi lançado, e Tom Driberg me visitou e trouxe uma cópia. Ele começou a ler algumas passagens favoritas e foi literalmente incapaz de lê-las até o fim porque ele e eu estávamos tão dominado pelo riso."
Em um episódio de Desert Island Discs de 2009, o ator e comediante britânico David Mitchell intitulou Decline and Fall como o livro que levaria para uma ilha deserta, chamando-o de "um dos livros mais engraçados que já li" e "exatamente o tipo de romance que gostaria de ter escrito".

## Adaptação para cinema, rádio e TV
O romance foi dramatizado no cinema em 1969, Decline and Fall... of a Birdwatcher, protagonizado por Robin Phillips e também por Jeremy Front.
Em 2017, a BBC produziu uma dramatização para a TV em três partes, estrelado por Jack Whitehall como Paul Pennyfeather, David Suchet como Dr. Fagan, Eva Longoria como Margot Beste-Chetwynde, Douglas Hodge como Capitão Grimes e Vincent Franklin como Sr. Prendergast. A produção foi a primeira adaptação do livro para a televisão e recebeu críticas amplamente positivas. Alastair Mckay, do jornal Evening Standard, elogiou como "delicadamente construído e perfeito". Ellen E. Jones comentou sobre as "muitas atuações agradáveis" do programa, especialmente a de Hodge como o "desviante encharcado de bebida" Capitão Grimes, acrescentando: "Dê a ele uma série secundária imediatamente."